# Bodas de sangre
Bodas de sangre is een Spaanse muziekfilm uit 1981 onder regie van Carlos Saura.

## Verhaal
Leonardo en zijn dansgezelschap keren terug naar de studio om er het werk Bodas de sangre van Frederico García Lorca te repeteren. Tijdens de voorbereiding denkt Antonio terug aan de dansers uit zijn jeugd die zijn leven en werk hebben beïnvloed. Vervolgens begint de dans. Die stelt een vete voor tussen twee families.

## Rolverdeling
| Acteur               | Personage |
| -------------------- | --------- |
| Antonio Gades        | Leonardo  |
| Cristina Hoyos       | Bruid     |
| Juan Antonio Jiménez | Bruidegom |
| Carmen Villena       | Vrouw     |
| Pilar Cárdenas       | Moeder    |